# Kleinkastell Staden

Kleinkastell Staden nach den Plänen der RLK

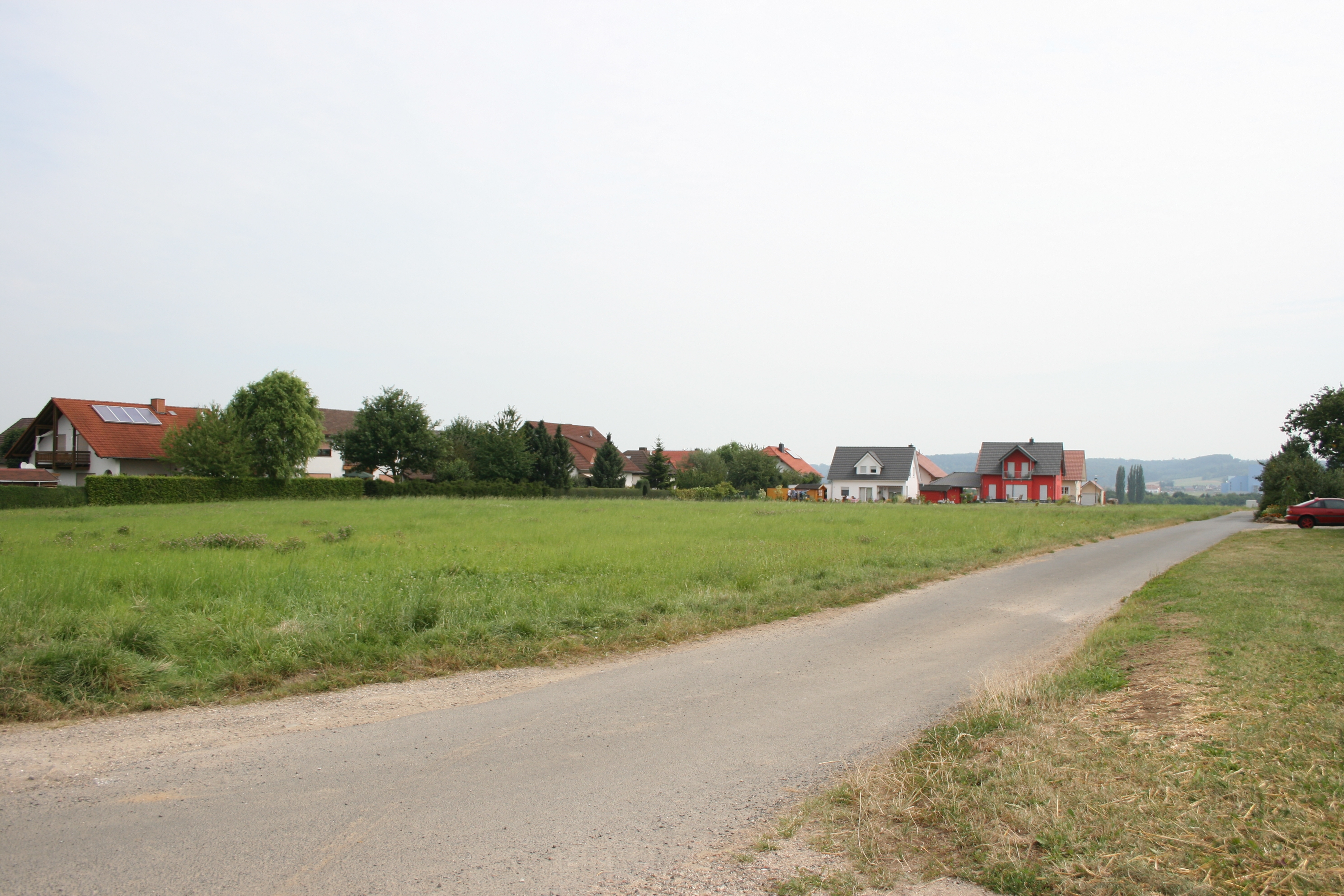
Ansicht des Kastellgeländes von Westen.

Das Kleinkastell Staden, auch Kleinkastell auf den Dreißig Morgen oder nach der Nummerierung der Reichs-Limeskommission Wp 4/94, ist ein ehemaliges römisches Kastell an der Wetteraulinie des Obergermanisch-Rätischen Limes. Es befindet sich in Staden, Gemeinde Florstadt im hessischen Wetteraukreis. Die Anlage liegt heute unter Ackerland und vor Ort ist nichts mehr sichtbar.

## Lage
Kleinkastell Staden befindet sich am südlichen Ortsrand der Ortschaft in einem Neubaugebiet. Das Areal wurde von der Gemeinde erworben und eine Überbauung ist nicht zu erwarten. Es nahm einst den höchsten Punkt einer Kuppe ein, der es erlaubte, das Tal der nördlich vorbeifließenden Nidda mehrere Kilometer weit einzusehen. Rückwärtig, in etwa 2,6 km Entfernung, befand sich das Kohortenkastell Ober-Florstadt, von dem aus vermutlich Staden und die beiden nördlich (KK Lochberg) und südlich (KK Stammheim) gelegenen Kleinkastelle bemannt wurden. Zu dem Kastell bestand Sichtkontakt.

## Kastell
Das Kleinkastell wurde 1886/87 vom Streckenkommissar der Reichs-Limeskommission (RLK), Friedrich Kofler, entdeckt und untersucht. Zu dieser Zeit war noch eine leichte Bodenerhebung erkennbar, römische Keramikscherben lagen an der Oberfläche. Kofler konnte die gesamte Fundamentierung der Umfassungsmauer freilegen.
Die Anlage besaß einen quadratischen Grundriss von 56 × 56 m mit abgerundeten Ecken. Trotz der kompletten Freilegung der Mauer konnte kein Tordurchlass nachgewiesen werden. Das Mauerfundament war bis zu 2,25 m breit und etwa einen Meter in den Boden eingetieft. Es bestand aus örtlich anstehendem weißen Sandstein. Ein fünf Meter breiter und einen Meter tiefer umlaufender Graben wurde an der Außenseite festgestellt.
Reste von Trockenmauerwerk, verbranntem Lehm und Holzkohle im Inneren deutete Kofler als Spuren der Innenbebauung. An Funden sind lediglich eine einzelne Bronzemünze des Kaisers Nerva, eine verzinnte Fibel Böhme Typ 19 (2. Hälfte des 2. Jahrhunderts n. Chr.), sowie ein Ziegelstempel der Legio XXII Primigenia belegt.

## Limesverlauf vom Kleinkastell Staden zum Kleinkastell Stammheim
Der Limes verläuft in der Florstädter Gemarkung durch intensiv landwirtschaftlich genutztes Areal und ist nicht sichtbar, ebenso wie das südsüdöstlich anschließende Kleinkastell Stammheim, zu dem die Entfernung 1600 m beträgt. Da die Mitte dieser Strecke genau in einer Talsenke liegt, wurden von der Reichs-Limeskommission zwei Wachtürme zwischen den Kleinkastellen vermutet (Wp 94a und 94b). Archäologische Befunde liegen zu keinem der beiden Standorte vor.

## Denkmalschutz
Das Kastell und die erwähnten Anlagen sind als Teil des Obergermanisch-Rätischen Limes seit 2005 Teil des UNESCO-Welterbes. Außerdem sind es Bodendenkmäler nach dem Hessischen Denkmalschutzgesetz. Nachforschungen und gezieltes Sammeln von Funden sind genehmigungspflichtig, Zufallsfunde an die Denkmalbehörden zu melden.